# Novoiehorivka, Novoukraiinka
Novoiehorivka (în ucraineană Новоєгорівка) este localitatea de reședință a comunei Novoiehorivka din raionul Novoukraiinka, regiunea Kirovohrad, Ucraina.

## Demografie
Componența lingvistică a localității Novoiehorivka
     Ucraineană (86,72%)
     Română (4,29%)
     Rusă (2,77%)
     Alte limbi (0,55%)
Conform recensământului din 2001, majoritatea populației localității Novoiehorivka era vorbitoare de ucraineană (86,72%), existând în minoritate și vorbitori de armeană (4,43%), română (4,29%) și rusă (2,77%).